# The Thoughts of Emerlist Davjack
Thoughts of Emerlist Davjack — дебютный студийный альбом прогрессивно-роковой группы The Nice, вышедший в 1968 году.

## Об альбоме
Диск считается одним из первых альбомов в своем жанре. Название Emerlist Davjack — это псевдоним, созданный путём сочетания фамилий четырёх участников группы: Keith Emerson, David O'List, Brian Davison, and Lee Jackson.

## Список композиций
1. «Flower King of Flies» (Keith Emerson, Lee Jackson) — 3:19
2. «Thoughts of Emerlist Davjack» (Emerson, David O’List) — 2:49
3. «Bonnie K» (Jackson, O’List) — 3:24
4. «Rondo» [Instrumental] (Dave Brubeck, Emerson, O’List, Brian Davison, Jackson) — 8:22
5. «War And Peace» [instrumental] (Emerson, O’List Davison, Jackson) — 5:13
6. «Tantalising Maggie» (Emerson, Jackson) — 4:35
7. «Dawn» (Davison, Emerson, Jackson) — 5:17
8. «The Cry of Eugene» (Emerson, Jackson, O’List) — 4:36

Следующие песни были добавлены при переиздании альбома на CD:
1. «Thoughts of Emerlist Davjack» [Single Version] (Emerson, O’List) — 2:48
2. «Azrial (Angel of Death)» (Emerson, Jackson) — 3:44
3. «Diamond Hard Blue Apples of the Moon» (Davison, Jackson) — 2:47
4. «America» [instrumental] (Leonard Bernstein, Davison, Jackson, Stephen Sondheim) — 6:18
5. «America» (Bernstein, Davison, Jackson, Sondheim) — 3:55

## Участники записи
- Keith Emerson — орган, пианино, клавесин, вокал
- Lee Jackson — бас, гитара, вокал
- David O’List — гитара, труба, флейта, вокал
- Brian Davison — ударные
- Billy Nicholls — вокал на «Thoughts of Emerlist Davjack» (не указан)
- Derek Burton — дизайн обложки